# Impulsregner

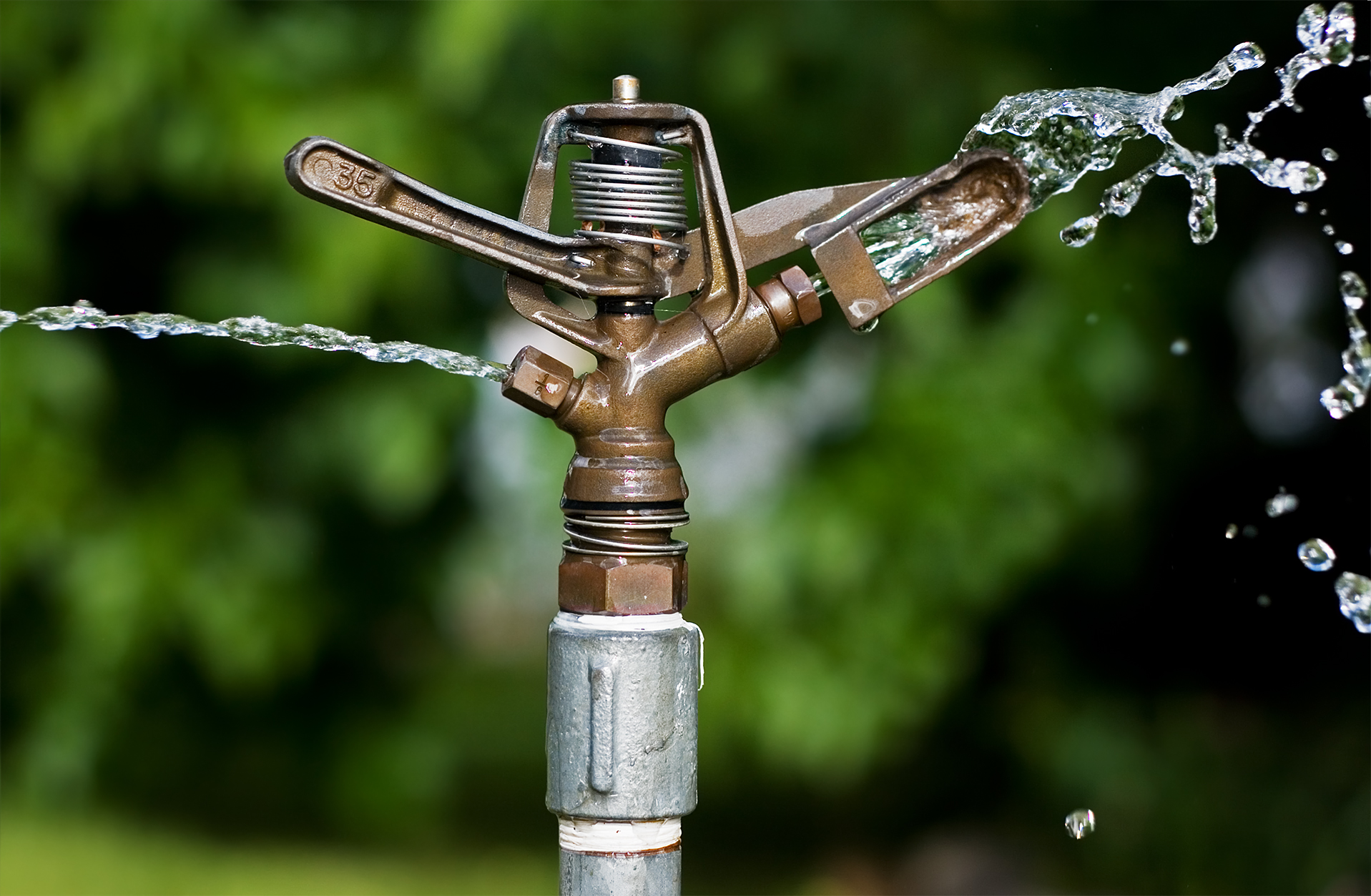
Ein Impulsregner im Einsatz

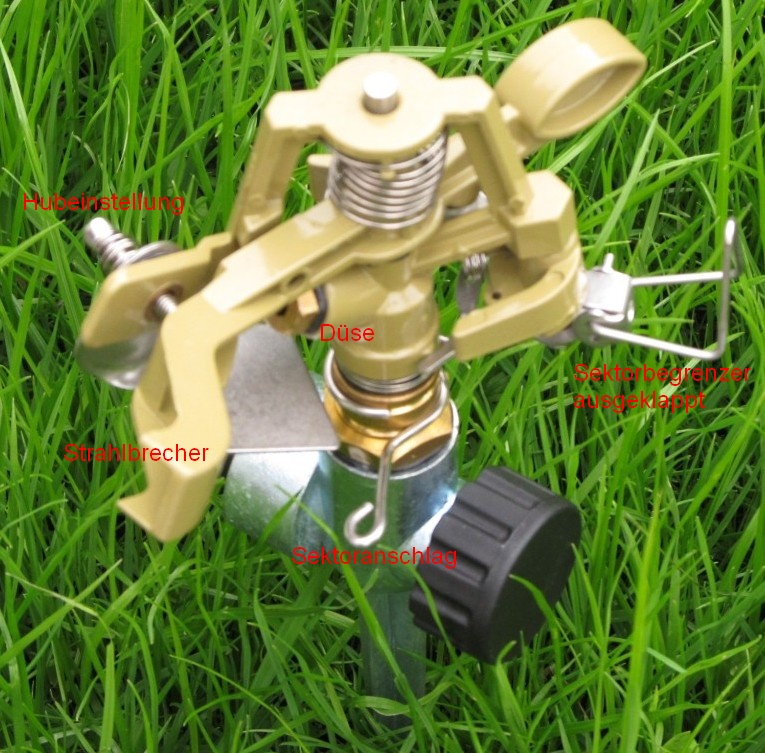
Ohne Weiten- und Sektorbegrenzung

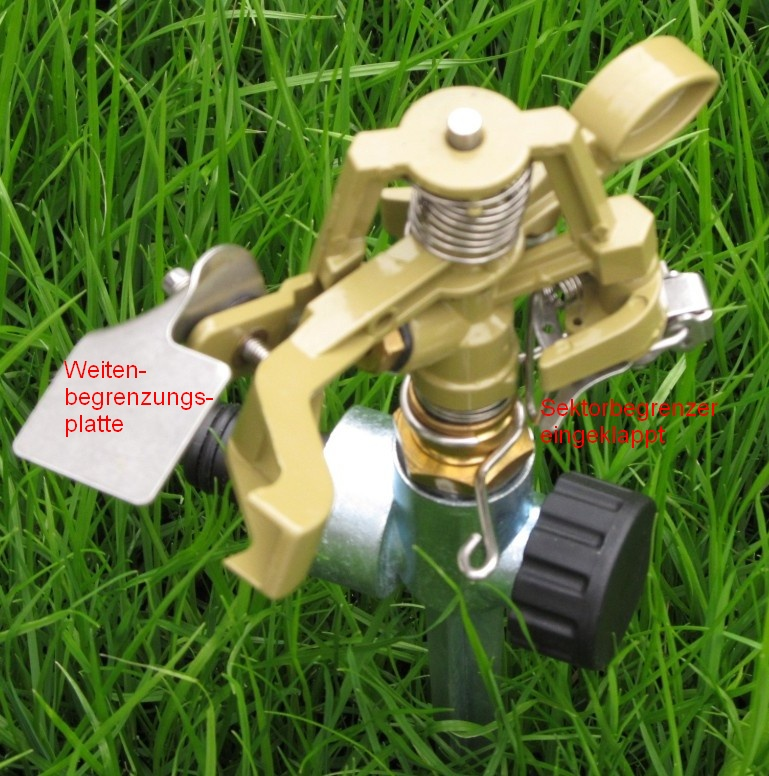
Mit Weiten- und Sektorbegrenzung

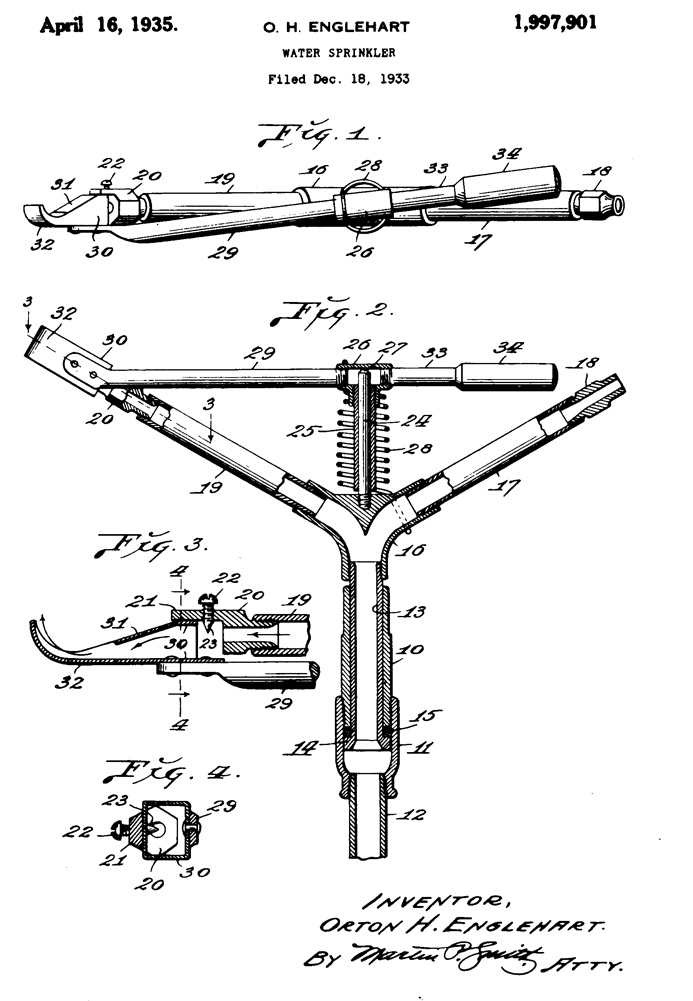
Zeichnung eines Impulsregners in Engleharts Patent von 1935

Impulsregner dienen zur Bewässerung großer Flächen und werden in der Landwirtschaft und der Garten- und Landschaftspflege eingesetzt. Man sieht sie auch häufig auf Sport-, Golf- oder Tennisplätzen. Die Ausführung ist meist aus Aluminium-Druckguss, einfache Regner sind auch aus Kunststoff.
Im professionellen Bereich werden die Regner in der Regel auf Stativen platziert, im Gartenbereich häufig mit einem einfachen Erdspieß in den Boden gesteckt. Impulsregner arbeiten mit nur einer Düse und weisen daher eine hohe Reichweite auf.
Die Flächenberegnung erfolgt durch Zerschlagen des Wasserstrahls mit einem Strahltrenner. Zusätzlich kann oft auch eine Weitenbegrenzungsplatte in den Strahl geschwenkt werden. Hochwertige Ausführungen haben teilweise Wechseldüsen oder Durchflusseinsteller.

## Funktionsweise
Der Strahltrenner liegt als keilförmiger Hebel im Strahl und wird von diesem gegen eine Feder zur Seite abgelenkt.
Die Federspannung sorgt dafür, dass der Hebel wieder zurück schwingt.
Der Hub des Hebels kann oft durch eine Einstellschraube verändert werden.
Durch die spezielle Anströmgeometrie wird der Regner mit jedem Hub des Strahltrenners um einen gewissen Winkel weitergedreht.
Der Strahltrenner sorgt dafür, dass der Strahl des Regners zersplittert wird und so eine Verteilung des Wasserstrahls auf die zu beregnende Fläche erfolgt, die je nach Einstellung des Hebelhubs mehr oder weniger gleichmäßig ausfällt.
Will man nur einen Sektor und keinen Vollkreis beregnen, dann kann ein Sektorbegrenzer eingeschwenkt werden. Dieser kann mit zwei meist stufenlos verstellbaren Sektoranschlägen auf den zu beregnenden Sektor eingestellt werden. Stößt der Sektorbegrenzer an einen Anschlag, so wird die Anströmung des Strahltrenners umgeschaltet, so dass sich der Regner in die entgegengesetzte Richtung zurückdreht.
Dabei erfolgt die Vorwärtsdrehung meist langsam und die Rückdrehung schnell. Dies führt zu einem charakteristischen Geräusch.
Beim Einsatz des Sektorbegrenzers muss die Strahlanströmung durch den Hubschwung des Strahltrenners umgeschaltet werden. 
Ist der Wasserdruck zu gering, der Hub zu klein eingestellt oder die Umschaltkraft der Sperrvorrichtung zu hoch, kann es leicht vorkommen, dass am Anschlag keine Umschaltung erfolgt. Der Regner hängt dann in einer Position fest und kann seine Aufgabe der gleichmäßigen Bewässerung nicht erfüllen.

## Erfindung und Auswirkungen
Der erste Impulsregner wurde von Orton H. Englehart aus Glendora (Kalifornien) entwickelt und 1933 in den Vereinigten Staaten zum Patent angemeldet, das im April 1935 erteilt wurde. Englehart verkaufte die Rechte an seinem Patent an Clement und Mary LaFetra, die am 13. Oktober 1935 in ihrer Scheune mit der Produktion des Rain Birds begannen. Der Impulsregner hatte positive Einflüsse auf die Entwicklung der landwirtschaftlichen Produktivität. Die Erfindung wurde deshalb 1990 von der American Society of Agriculture Engineers als bedeutendes historisches Ereignis gewürdigt.

## Vorteile
- Hohe Reichweite, da der Wasserdruck sich nicht auf mehrere Düsen verteilt
- Stufenlose Weiten- und Sektoreinstellung

## Nachteile
- Relativ lautes Arbeitsgeräusch
- Komplizierte Einstellung
- Abhängigkeit vom Wasserdruck
- Häufig ungleichmäßige Beregnungsverteilung